# メディア工房 (コンテンツプロバイダ)
株式会社メディア工房（メディアこうぼう、英: Media Kobo, Inc.）は、主にパソコン向け及び携帯電話向けの課金占いコンテンツの提供等を行う企業である。
風水関連のインテリア雑貨を中心とした物販事業も展開している。
東京証券取引所グロース市場に上場している。

## 会社概要

### 社名について
社名の「メディア工房」は、「メディア」と「工房」に意味の上で分けられ、「メディア」はクロスメディアプロモーションを、「工房」は手作り感を大切にした商品・サービス・コンテンツをつくることを意味すると、IR資料などで確認できる（2007年10月29日現在）。

## 沿革
- 1997年（平成9年）10月 - 有限会社フラミンゴ設立
- 1998年（平成10年）4月 - 商号を有限会社フラミンゴから有限会社メディア工房に変更
- 1998年（平成10年）5月 - 東京デジタルホン（現：ソフトバンク）向けに、音声応答サービスによる占いコンテンツの配信サービスを開始
- 2004年（平成16年）4月 - Yahoo! JAPANが運営する『Yahoo!占い』に有料占いコンテンツの提供を開始
- 2004年（平成16年）7月 - NTTドコモ iモードに占いコンテンツの提供を開始
- 2005年（平成17年）8月 - 株式会社ムービーズを設立（100%出資）
- 2006年（平成18年）9月 - 東京証券取引所マザーズ市場へ株式を上場
- 2007年（平成19年）2月 - 株式会社TNKを子会社化
- 2007年（平成19年）12月 - 株式会社TNKをMBOにより売却
- 2007年（平成19年）12月 - 株式会社MKコミュニケーションズを設立
- 2008年（平成20年）2月 - 株式会社アンクルールを設立
- 2009年（平成21年）1月 - ニンテンドーDS向けソフト「DS占い生活」発売
- 2009年（平成21年）7月 - 「楽天あんしん支払サービス」を導入した占いポータルの提供開始
- 2010年（平成22年）1月 - 株式会社アンクルールを吸収合併
- 2010年（平成22年）2月 - mixiアプリにゲームアプリケーション提供開始
- 2010年（平成22年）5月 - モバゲータウンへゲームアプリケーション提供開始
- 2010年（平成22年）8月 - アンドロナビ (BIGLOBE) へ占い無料アプリ提供開始
- 2010年（平成22年）10月 - モバイル版(GREE)へゲームアプリケーションの提供開始
- 2010年（平成22年）10月 - 韓国Webサイト「STELLA-CAFE」へ占いコンテンツの提供開始
- 2011年（平成23年）1月 - 携帯電話向け無料ポータルサイト「美容ラボ」プレビューオープン。株式会社ムービーズを吸収合併
- 2011年（平成23年）6月 - スマートフォン(Yahoo!アプリ)へ有料アプリケーションの提供開始
- 2012年（平成24年）3月 - 中国大手SNS「開心網」へ占いサービスを配信開始
- 2012年（平成24年）10月 - 株式会社MKコミュニケーションズの携帯電話販売事業を譲渡
- 2013年（平成25年）2月 - 韓国にて株式会社MKBコリアを設立
- 2013年（平成25年）5月 - 株式会社ギフトカムジャパンを設立
- 2015年（平成27年）3月 - 株式会社MKコミュニケーションズ及び株式会社MKアソシエイツを吸収合併
- 2016年（平成28年）8月 - 株式会社ルイスファクトリー（現：ミックスベース）を設立
- 2018年（平成30年）10月 - 株式会社メディトラを設立

## 子会社
- 株式会社ギフトカムジャパン

## 主な運営サイト（全て外部リンク）
- 風水空間 - 会員制風水サイト
- THE占い - 総合占いポータルサイト
- 満福館 - オリジナル風水グッズ等の販売サイト